# Octacílio Pinheiro Guerra
Octacílio Pinheiro Guerra (Porto Alegre, 21 de novembro de 1909 — Porto Alegre, 26 de fevereiro de 1967)
, foi um futebolista brasileiro que atuou como zagueiro.

## Carreira
Octacílio jogava como defensor. Em sua época, era comum a utilização de esquemas tácticos bastante ofensivos, ou seja, com muitos atacantes e poucos homens de defesa. Logo, Octacílio era um dos poucos zagueiros na primeira metade do século XX no Brasil.
Octacílio iniciou sua carreira pelo Rio Grande em 1920. Jogou no primeiro clube de futebol brasileiro até 1924.
Em 1925, transferiu-se para o Botafogo. No Rio de Janeiro, Octacílio ajudou o alvinegro a conquistar cinco Campeonatos Cariocas, de 1930, 1932, 1933, 1934 e 1935. O defensor gaúcho permaneceu no clube por 12 anos, até 1937.
Octacílio foi convocado para a Seleção Brasileira de Futebol. Enquanto jogava pelo Botafogo, participou de 12 jogos (não oficiais) pelo Brasil, tendo marcado 1 gol com a então camisa branca da Seleção. O jogador também foi chamado para a Copa do Mundo de 1934, na Itália.

## Títulos
Botafogo
- Campeonato Carioca: 1930. 1932, 1933, 1934 e 1935[1][2]
- Taça dos Campeões Estaduais Rio–São Paulo: 1931